# August im Wasser
August im Wasser (japanisch 水の中の八月 Mizu no naka no hachigatsu) ist ein japanischer Spielfilm aus dem Jahr 1995. Regie bei dem Fantasyfilm führte Sōgo Ishii, der auch das Drehbuch schrieb.

## Handlung
Izumi kommt auf eine neue Oberschule in Genkai in der Präfektur Fukuoka und lernt dort ihre Mitschüler Mao und Ukiya kennen. Ukiya verliebt sich in sie und zieht deswegen eine Wahrsagerin Miki zu Rate, ob seine Liebe Chancen hat. Die Wahrsagerin meint, er und Izumi würden nicht zusammenpassen, Mao sei dagegen besser für eine Beziehung mit Izumi geeignet. Die Wahrsagerin sagt außerdem, Izumi würde während des Sportfestes ein Unglück passieren.
Izumi ist eine talentierte Turmspringerin. Beim Sportfest schlägt sie unglücklich im Wasser auf und erlebt im Schwimmbecken ein Nahtoderlebnis. Zur etwa gleichen Zeit schlägt ein Meteorit in der Nähe der Stadt ein. Dieser löst eine Dürre in der Stadt aus und ist für die Ausbreitung einer schweren Krankheit unter den Einwohnern verantwortlich.
Izumi reist gemeinsam mit Mao und Izumi zu einer Quelle am Berg Miko und findet dort einen von anderen Steinen umgebenen, großen Stein, der sie an eine Form erinnert, die sie während des Nahtoderlebnisses gespürt hat. Ein Mann, der an einer sich in der Stadt immer weiter ausbreitenden Krankheit leidet, stiehlt den Meteoriten und zur selben Zeit verschwindet Izumi. Am nächsten Morgen werden er und Izumi beim Stein schlafend vorgefunden.
Einige Leute in der Stadt sehen einen Zusammenhang zwischen den geheimnisvollen Ereignissen (Krankheit, Dürre, Meteorit) und dem Stein. Miki spricht davon, dass Izumi sich opfern müsse, um der Stadt das Glück wiederzubringen. Izumi opfert sich. Daraufhin regnet es.

## Auszeichnungen
Auf dem Festival Internacional de Cine de Donostia-San Sebastián im Jahr 1998 wurde Ishii für August im Wasser als „bester Nachwuchsregisseur“ ausgezeichnet.